# Frojach-Katsch
Frojach-Katsch is een voormalige gemeente in de Oostenrijkse deelstaat Stiermarken.
De gemeente Frojach-Katsch ontstond in 1968 uit het samengaan van de gemeenten Frojach en Katsch an der Mur. Ze maakte deel uit van het district Murau en telde op 31 oktober 2013 1146 inwoners. In 2015 fuseerde Frojach-Katsch met Teufenbach, waarbij de gemeente Teufenbach-Katsch tot stand kwam. Frojach en Katsch an der Mur zijn thans ortschaften van die fusiegemeente.
Stadsgemeenten:
Murau ·
Oberwölz

Marktgemeenten:
Mühlen ·
Neumarkt in der Steiermark ·
Sankt Lambrecht ·
Sankt Peter am Kammersberg
Scheifling ·

Overige gemeenten:
Krakau ·
Niederwölz ·
Ranten ·
Sankt Georgen am Kreischberg ·
Schöder ·
Stadl-Predlitz ·
Teufenbach-Katsch
- Gemeinsame Normdatei: 4997491-9
- Virtual International Authority File: 156673091